# Кнут Фолькерц
Кну́т Де́тлеф Фо́лькерц (нім. Knut Detlef Folkerts; нар. 1 січня 1952, Зінген, Баден-Вюртемберг, Федеративна Республіка Німеччина) — західнонімецький терорист, член ліворадикальної терористичної організації «Фракція Червоної армії» (RAF).

## Життєпис
Хоча у інтерв'ю 2007 року Кнут Фолькерц заперечував свою причетність до злочину, він перебував у розшуку за пограбування зброярні у Франкфурті-на-Майні, яке здійснив 1 липня 1977 року разом з Віллі Петером Штоллем.
22 вересня 1977 року Фолькерц і Елізабет фон Дейк, перебуваючи в Утрехті, збиралися повернути орендований для Зігрід Штернебек автомобіль, який винаймали для викрадення німецького промислового лідера і колишнього члена СС Ганса Мартіна Шлеєра. Коли обидвоє терористи були викриті поліцією, Фолькерц відкрив вогонь і застрелив поліцейського Ар'є Краненбурга, а також серйозно поранив ще одного, коли той намагався його заарештувати. Фон Дейк, яку спочатку помилково сприйняли за Бріґітте Монгаупт, вийшла з автомобіля раніше і змогла втекти.
Після арешту Фолькерц стверджував, що Федеральне управління кримінальної поліції Німеччини пропонувало йому документи на нове ім'я в США і один мільйон німецький марок, якщо той викаже місцезнаходження Шлеєра. Пропозиція супроводжувалася погрозою вбити його, якщо він не погодиться. Пізніше представник поліції підтвердив факт пропозиції, але заперечив погрозу.
За убивство поліцейського в Утрехті Кнут Фолькерц був засуджений до 20 років ув'язнення і відбув близько року покарання в Нідерландах, після чого був екстрадований в Німеччину на інший судовий процес. 31 липня 1980 року Фолькерца засудили до двох довічних ув'язнень за убивство федерального прокурора Зігфріда Бубака і двох його супроводжуючих, замах на вбивство, участь в терористичній організації і пограбуванні зброярні у Франкфурті-на-Майні.
Пізніше терористи RAF свідчили, що під час убивства Бубака Фолькерц перебував в Амстердамі і не міг брати в ньому безпосередньої участі. Однак німецьке законодавство все одно визнає покарання за спільне убивство, якщо злочинець брав у ньому участь віддалено. В інтерв'ю Der Spiegel у травні 2007 року він заявив, що знав про планування нападу «Фракцією Червоної армії», але не брав у ньому участі. У тому ж році адвокат Фолькерца висловив сумніви щодо показань свідків, які стверджували, що бачили його поблизу місця злочину.
16 жовтня 1995 року Фолькерц був звільнений достроково. 
5 серпня 2005 року за наполяганням Джоке Краненбург, вдови застреленого поліцейського, уряд Нідерландів зажадав відбуття покарання Фолькерца за убивство в Утрехті і направив запит про правову допомогу до німецького суду. Метою запита було ув'язнення терориста в німецькій в'язниці за вироком нідерландського суду. 31 травня 2006 року Гаазький суд призначив Фолькерцу відбуття покарання у вигляді позбавлення волі строком на 20 років у Нідерландах. 16 червня 2011 року Ганзейський вищий регіональний суд Гамбурга визнав запит про правову допомогу від Нідерландів неприйнятним з міркувань пропорційності покарання.
28 грудня 2007 року слідчий суддя Федерального суду призначив утримувати під вартою колишніх членів RAF Кнута Фолькерца, Крістіана Клара і Бріґітте Монгаупт на строк до шести місяців, щоб змусити їх дати свідчення про вбивство Зігфріда Бубака у 1977 році. Натомість адвокат Фолькерца заявив, що він не буде давати свідчень, а 7 серпня наступного року Федеральний суд скасував постанови про утримання терористів під вартою.